# Пуксевайка
Пуксева́йка (рос. Пуксевайка) — річка в Зав'яловському районі Удмуртії, Росія, права притока Іюля.
Довжина річки становить 9 км, але в останні десятиліття її реальна довжина всього 7 км. Бере початок з невеликого ставу в лісовому масиві на північ від колишнього села Вожойського. Донедавна річка починалась за 2 км далі на північ, але з початком промислового будівництва в районі Вожойського, на ній був збудований став для водопостачання і її реальний початок тепер саме з нього. Річка тече на південний схід, впадає до Іюля (в став, який збудований на річці) біля села Банне.
В середній течії через річку прокладено нафтопровід.